# Revers (numismàtica)

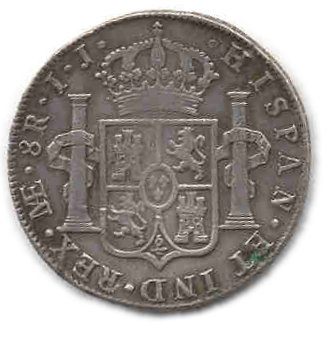
Revers d'una moneda espanyola de l'època de Carles III.

El revers d'una moneda és el costat oposat a l'anvers, és a dir, el costat considerat menys important de la moneda. També sol anomenar creu.
Encara que generalment es parla d'anvers i revers en numismàtica, per extensió s'aplica la mateixa terminologia a tots els objectes que tenen dues cares, com banderes, quadres, papers, sobres...
A la macuquina coincidia generalment amb la cara que era més propensa a usura i danys.